# Räpina (comune rurale)
Räpina è un comune rurale dell'Estonia nordorientale, nella contea di Põlvamaa. Il centro amministrativo è l'omonima città (in estone linn) di Räpina.

## Località
Oltre al capoluogo, il comune comprende un borgo (in estone alevik), Võõpsu, e 26 località (in estone küla):
Jaanikeste - Kassilaane - Kõnnu - Köstrimäe - Leevaku - Linte - Mägiotsa - Meelva - Naha - Nulga - Pääsna - Pindi - Raadama - Rahumäe - Raigla - Ristipalo - Ruusa - Saareküla - Sillapää - Sülgoja - Suure-Veerksu - Toolamaa - Tooste - Tsirksi - Võiardi - Võuküla